# Произход на прабългарите
 Тази статия е за Произхода на прабългарите.  За произхода на българите вижте Произход на българите.  
Понятието „прабългари“ е въведено през XIX век от историческата наука за обозначаване на група номадски племена с неясен етнически произход, мигрирали по време на Великото преселение на народите от Централна Азия през Великата степ. Те усядат на територията на Европа, където впоследствие основават няколко средновековни държави. Тези племена са наричани от ранносредновековните летописци с различни имена като: българи, кутригури, утигури, скити, мизи, хуни и др. Вследствие на разселването си те са претопени на местата където усядат от други племена и народи, като езикът и културата им изчезвават напълно. Днес често това наименование се замества с термина „прабългари“, "протобългари", „древни българи“ и дори просто „българи“. Не е изяснен и въпросът, дали „българи“ е било тяхното самоназвание, или е име дадено им от други народи.

## Същност
Произходът на прабългарите е проблем, все още предизвикващ дискусии. По своята езикова принадлежност прабългарите биват причислявани от преобладаващия брой съвременни учени към тюрко-алтайските народи. Предполага се, че прабългарският етнос се е формирал в Централна Азия (Източен Казахстан) между Каспийско море и планината Имеон (Памир, Тяншан и Хиндукуш). Други възможни райони са Алтай, или Западен Сибир, Таримската котловина, Западна Монголия, Южен Сибир и горното течение на Иртиш. От края на XVI век насам са предлагани различни хипотези, някои от които удивляват с тяхната причудливост и упорството в отстояването им. Повечето авторитети отхвърлят схващанията за автохтонния (или тракийски), за славянския, за татарския и за угро-финския произход на прабългарите. По-популярни, но също оспорени, са хунските и огурските варианти на урало-алтайската хипотеза. Някои научни трудове и любителски изследвания в последните години възраждат друга хипотеза, според която прабългарите са смесено хунско-иранско население.
Разнообразните теории за произхода на прабългарите най-общо могат да бъдат определени към три направления – първо за алтайския им и произход; второ, за арийския им етногенезис; третата теза застъпва смесеното им формиране като народ (т.нар. миксоварвари). Всяко от първите две направления не изключва участието като влияния, асимилиране и т.н. на население определяно за доминиращо от другото направление. Всъщност разликата между тях не е само в спора дали прабългарите са арийци или алтайци, а кое е първичното. Теорията за смесени влияния е модерна от началото на XXI в. за българската историография. Тя не отрича нито напълно една от първите две тези, а допуска че има смесени влияния..
Тюрската теория се налага в началото на в XX век. Тя се споделя от  мнозина български автори и е призната  международниучени и енциклопедии (Енциклопедия Британика, Брокхауз) От средата на XX век тя се оспорва и особено силно днес от някои наши учени, които причисляват прабългарите най-общо казано към арийските ирански народи, което може да се приеме като работна хипотеза. Съществуват и други теории - например че прабългарите са монголи, миксоварвари и пр.
Несигурността около произхода на прабългарите се дължи най-вече на оскъдните и противоречиви сведения за ранната им история. Съществуват и други причини за нееднозначното представяне на българската ранносредновековна история. След 1989 г. се появява тенденция за оспорване на съществуващите дотогава схващания. Също така че „новите прабългаристи“ са често неспециалисти е сериозн проблец. Те често са склонни към свободно тълкование на писмените извори; на липса към критичност на информацията; на занимания с  езикови проблеми без съответната подготовка; а също и на както и произволна датировка и етническа атрибуция на археологическите паметници. Всички тези проблеми затрудняват изследванията на произхода на прабългарите.

## Политизиране
- В началото на XX век и особено след Първата световна война, когато България воюва със славянските си братя от Сърбия и Русия, все повече се налага „тюркската теза“ за произхода на прабългарите. Сред нейните стожери се открояват учени като Иван Шишманов, Стефан Младенов и Васил Златарски. Прабългарите са обявени за държавнотворен народ, а „нечистият“ славянски произход на съвременните българи, се превръща в тяхно предимство. Прабългарите са сравнени с германските франки и викингските руси, които мобилизират гало-римското, респективно източнославянското население, като създават неговата държавност във Франкското кралство и Киевска Рус.
- В годините на Втората световна война, когато България се сближава с Нацистка Германия темата за прабългарите става актуална. Националсоциализмът определя като пълноценна единствено една раса – арийската. В този контекст славянската компонента особено в културно-антропологичен план тотално се пренебрегва за сметка на прабългарската, въпреки че съвременния български е славянски език. Много български историци започват да налагат идеята за „несъществената роля“ на славянския елемент при формирането на българската народност и значението единствено на прабългарския компонент и изтъкването на близостта му с хуните и по-специално с арийските народи.
- След Втората световна война нещата се преобръщат. В българската наука отново се налага тюркската теория за произхода на прабългарите. Българите се приемат отново за предимно славянски народ, а тюркският прабългарски примес се определя като нищожен, като ролята на славяните за формирането на българската държава е силно надценена.
- С възприемане на евроцентричната доктрина в България и приемането на страната за член на ЕС и особено след отдалечаванито ѝ от Русия, от началото на XXI век прабългарите в изследванията на редица учени отнова биват изяснявани като ирано-арийци, които доминират числено над славяните в ранносредновековна България.[2][3] В този контекст славянската компонента отново тотално се пренебрегва за сметка на прабългарската, която е необосновано преувеличена.

## Писмени извори
Основни сведения за прабългарите дават текстовете на Йорданес (Йордан), Касиодор Сенатор, Павел Дякон, Йоан Малала, Феликс Енодий, Михаил Сирийски, Захарий Изповедник, Константин Манасий, Прокопий Кесарийски,Теофан Изповедник, Агатий Миринейски, Теофилакт Симоката, Менандър Протектор, Анастасий Библиотекар, Никифор Грегора, Ананий Ширакаци, Мовсес Хоренаци (Мойсей Хоренски), император Константин Порфирогенет, Комес Марцелин, Йоан Антиохийски, Зонара, Димитър Хоматиан, Равенския козмограф, Ахмад ибн Фадлан, Именникът на българските ханове, Кавказката хроника Дербент-наме, Анонимният римски (латински) хронограф за 354 г. (Хронограф на Момзен). Относно обичаите им някои данни се съдържат в летописа Джагфар тарихъ, Законника Торе записан по поръка на волжко-българския хан Урус Айдар /805 – 855 г./ и др. Допълнителен материал на изследователите дават археологията (с находките от Вознесенка, Глодоси, Малая Перешчепина, Наги Сент Миклош, погребалната плоча на княз Персиян II, надписът на ичиргу-боила Мостич и пр.), етнографията, антропологията, културологията и лингвистиката.

## Етноним
В латинските хроники етнонимът „българи“ се среща за първи път като „Vulgares“ (334 година). За първо официално свидетелство за прабългарите с този етноним историческата наука, приема споменаването на прабългарите („Ziezi ex quo Vulgares“) в късноантичен латински сборник, достигнал до нас в няколко преписа, писани IV – V век. Текстът е част от списък със синовете на библейския Сим и народите, които произлизат от тях. „Ziezi ex quo Vulgares“ се превежда, като „Зиези, от който са българите“, където Зиези е син на Сим и внук на Ной.
В арабските извори името се среща като „бурджан“, докато с „булгар“ са отбелязвани волжките прабългари. Съществуват най-различни предположения и хипотези за произхода на етнонима „българи“, подобно за говорения от тях език и етническият им произход. Не е изяснен и въпросът дали „българи“ е епоним (т.е. самоназвание) или име дадено от друг народ. Трябва да се има предвид, че името „българи“ наподобява различни думи от алтайски и индоевропейски произход, които съдържат корена „бълг“, „блъг“, „булг“ и т.н.
Най-старото предположение дава византийският автор Йосиф Генезий (X в.), според когото „българи“ идва от някой си господар Булгар. Следва предположението, което свързва „българи“ с името на река Волга, което в латинските езици е Булга. Първо то е застъпено от Никифор Григора (1294 – 1359) и е валидно до края на Средновековието и дори през време на Българското възраждане Христофор Жефарович, Паисий Хилендарски, Константин Фотинов, Петко Славейков, както и от българския учен Иван Шишманов. През 1872 година чешкият етнограф Вилхелм Томашек дава мнение, че „българи“ означава „смесен народ“, „смес от народи“ от пратюркското „булга“ („булгамак“) – „размесвам“, „смесвам“, мнение възприето от Васил Златарски и Стоян Младенов. Унгарският тюрколог Г. Вамбери през 1882 година изказва теза, че „булгар“ означава „бунтовници“, „метежници“ от същия пратюркски корен („булгамак“), но със значение на „подстрекавам“, „бунтувам“, теза възприета от Й. Немет и отчасти от езиковеда Д. Дечев. Според обяснението на Б. Симеонов „булгар“ може да се тълкува като „потомци на булгар“, като под булгар се има предвид бозайник от рода на белките, който е възможно да е бил тотемно животно на прабългарите. Сред по-новите тълкувания появили се след лансирането на иранската хипотеза за произхода на прабългарите са, че думата произхожда от осетинската дума „бългерон“, т.е. „човек, който живее в покрайнината“ или се прави връзка с афгански език, където „булгар“ означава „човек, обитаващ отвъд планината“. Други предположения са, че „бълг“ изразява идеята за живот, човек, общност и трябва да бъде тълкувана като „хора“, „човеци“ или че „българин“ означава „велик човек“ и т.н. В руски хроники етнотимът се среща и като "болгари". Много е възможно името на река Волга да идва именно от концепцията за "болгари", които живеят край реката (в някои езици има преминаване от Б във В, например Бизантион)

## Антропологични и генетични изследвания
Антропологични особености на анализираните скелетни останки и образът запечатан на златното съкровище от Наги сент Миклош, разкриват хора, при които преобладават европеидните черти, примесени с някои монголоидни белези. Пример за наличие на монголоидни черти е и възстановката по череп на ичургубоила Мостич. При някои от находките, монголоидни белези липсват. Палеоантропологичните находки от всички некрополи в Поволжието, Украйна и Молдова, които са приписвани на прабългари, свидетелстват за сложни етнообразуващи процеси. Това са предимно брахиокранични европеиди с леко изразени монголоидни примеси. Носителите на монголоидните елементи са основно представени в мъжката част от находките, докато женските находки са с по-изразена или пълна европеидност.
Скелетни останки, намерени в Казахстан, са  датирани между XV век преди новата ера и V век след новата ера, са генетично изследвани . Разпределението на източно и западно евразийски гени през периода в региона, съответства с наличната археологическа информация. През периода от XIII до VII век преди н.е., всички проби принадлежат на западно-евразийски хаплогрупи,; пробите от по-късните периоди свидетелстват за пристигането на носители на източноазиатски хаплогрупи. Те съжителстват с носителите на предходния генетичен субстрат и се смесват с него.
Според Световен атлас на генетичните смешения публикуван в списание Сайънс през 2014 г. българите са носители на 2% сибиро-монголски ДНК-частици. Те са се примесили в другите ДНК частици разпространение в региона през IX век. Според авторите  това кореспондира с претопяването на прабългарите в завареното население. Според същия анализ чувашите, са носители на около 9 % източноазиатска ДНК. Както е известно те претенедират за приемственост с волжките прабългари. Тяхната ДНС е примесена на 3 пъти през различни времеви интервали,. Приноса през IX век е обвързан от авторите със създаването на Волжка България. Според тях  през този период прабългарите се смесват със завареното, основно европеидно население. Присъствието на тези източноазиатски компоненти в Европа е преценено като последица на преселението на малки групи азиатски номади през ранното Средновековие. В тази връзка, някои учени предполагат, че генетичният принос на прабългарите в двата региона е бил незначителен и на практика днес е трудно установим.
Въпреки че много учени допускат, че прабългарите са тюркски племена от Централна Азия, генетични тестове на екип от български учени с италианско участие, предполага принадлежността им към западно-евразийското население. Според тях, анализът на древни мтДНК проби показва, че откритите митохондриални ДНК хаплогрупи се класифицират като западно-евразийски и предполагат генетично сходство между прабългарите и съвременните българи. Техните изводи базирани на Y-хромозомните тестове са, че делът на общия бащин произход на българите и централно-азиатското население е пренебрежимо малък. Следва да се отбележи, че тези заключения са правени на основата на недоказано предположение за преобладаващ брой на прабългарите сред населението на ранносредновековна България, като според ръководителя на екипа учени акад. Ангел Гълъбов те са били около 1 млн. души, докато според редица изследователи броят им е няколко десетки хиляди. С това авторите априори приемат и съществения им генетичен принос в днешната българска популация. Въпреки че екипът генетици цитира в подкрепа на тази своя теза основно научнопопулярния труд на Божидар Димитров „12-те мита в българската история“, самият той ги обвинява в пълна липса на компетентност по коментираните въпроси.
Същевременно, съгласно изследване също на мтДНК на стари кости, открити в Северна Добруджа от румънски археолози, публикувано през 2018 г., резултатите са доста различни от тези на българското изследване. Костите са датирани с радиовъглероден анализ, като датировката препраща към X век, когато регионът е под контрола на Първата българска държава и попада в зоната на прабългарски контрол. Костите са от крепостта Капидава, като женските линии са както от западноевразийски, така и от централноазиатски произход. Според авторите на изследването, които включват и италиански екип, резултатите му поставят Капидава в генетичен пейзаж, доминиран от тюркски генитични влияния. Генетичният афинитет към Централна Азия е ясно илюстриран от митохондриалните данни с висока резолюция, каквато липсва в изследването на Гълъбов. Част от резултатите свързват останките в добруджанския некропол с два съвременни индивида, единият от които принадлежи към етническата група тубалари в Алтай, а другият е киргиз.

## Теории за произход

### Туранска (тюркска) теория
Теорията за туранския произход на прабългарите като самостоятелен древнотюркски огуроезичен народ, е поддържана от Геза Фехер, Веселин Бешевлиев, Иван Шишманов, Стефан Младенов, Васил Гюзелев, Димитър Ангелов, Петър Петров, Лев Гумильов, А. Куник, М. Микола, В. Томашек, В. Ф. Генинг, А. Халиков, и др. Те считат, че прабългарите са народ, сроден на хуни, авари и хазари. Според тази теория ехният етнос е формира около средата на ІІ век в Средна Азия. Това става чрез смесване на прототюрки, останки от източния хунски етнос и сарматски племена. Американският тюрколог Омелян Прицак прави допълнение, че прабългарите се откъсват от туранската етническа общност, далеч преди тя да се обособи в VIII – ІХ век като тюркско-алтайска. Този процес е аналогично на обособяването на прибалтийските народи – пруси, латвийци и литовци, които са се обособили в много ранен етап от славянската група. Теорията се подкрепя най-вече от следното:
- антропологични и археологически особености .Образът запечатан на златното съкровище от Наги сент Миклош, в музея във Виена.[32] Произходът на тези артефакти е определен като прабългарски.[33] Макар някои декорации да са с иранско влияние,  важен моменте е, че образът на воина определено е на туранид.  Друго доказателство е  намерения скелетен материал, еднозначно определен като прабългарски, като в него европеидните черти са примесени с монголоидни белези. Пример е възстановката по череп на ичургубоила Мостич.[34] Палеоантропологичните находки от всички некрополи в Поволжието, Украйна и Молдова, които са приписвани на прабългари, свидетелстват за сложни етнообразуващи процеси. Във всички погребални обекти могат да бъдат проследени антропологичните типове намерени в некропола край село Иличовка, в района на Донецк.[35] Това са предимно брахиокранични европеиди с леко изразени монголоидни примеси. Носителите на монголоидните елементи са основно представени в мъжката част от находките, докато женските находки са по-изрезена европеидност.[36] В изследвани гробове в Североизточна България и Южна Румъния се разкриват различни соматични типове, включително средиземноморски и по-рядко типове с изразени източноазиатски антропологични белези. В някои некрополи, изкуствената деформация е представена при около 80% от черепите.

- стопанските, военните и битови особености на народа са практически идентични с тези на повечето конни номадски народи от хуно-тюркската група, за което има достатъчно сигурни доказателства. Включително размера на лагера-крепост Плиска, предвиден да побере и защити практически цялото племе заедно с конете им. Това от друга страна може да ни даде указания за числеността на прабългарите, прекосили Дунав и да обясни смисъла на думите „...постави войски срещу славяните...“ с това как са се чувствали тези конни войни сред славянското население. Някои историци използват и фактът, че както Крум прави победна чаша от черепа на победения силен враг – император Никифор I Геник, така и печенегите правят същото с черепа на завоевателя на Преслав княз Святослав Игоревич и в двата случая се изпълнява стар военен обичай разпространен сред хуно-тюркските народи.

- части от езика, държавната и военна организация. Лингвистичните данни в съвременния български език и във всички останали оцелели до днес населения, произхождащи пряко от прабългарите и определящи се като такива: и в Поволжието, и в Кавказ, и в Добруджа еднозначно определят основата на езика към хуно-тюркските. Това важи и за някои известни ни прабългарски имена. Държавната и военната организация, терминология и практики се признава от всички авторитетни учени, че са с хуно-тюркски произход;

- религиозните вярвания, на прабългарите до приемане на християнството ги свързват с бога на тюрките и монголите – Тангра, който вероятно а бил и техен върховен бог.[37] Сред доказателствата за наличието на бог Тангра в прабългарския пантеон е колоната от Мадара, на която личи полуизтрит надпис на старогръцки, в който се разчита името Тангра – ТАГГРА и думата „бог“ (ΘYO).[38] Като доказателство за тенгризма на прабългарите често се използва и сборник на Германската академия на науките от 1866 г. в който се цитира османско-турски препис на средновековен арабски текст с автор Рашид ал-Дин, който на свой ред се позовава на неидентифициран византийски ръкопис, където се споменава божието име на разни езици, като в езика на прабългарите посоченото име е Тенгри.[39]

### Хунска (алтайска) теория
Според наложилата се в края на XIX и началото на XX век в българската историография хипотеза, подкрепяна от авторитети като Васил Златарски, Петър Мутафчиев, Стивън Рънсиман и Кристиан Жерар, прабългарите са от групата на хунските племена, появили се на река Урал през първата половина на II век, които от времето на Гостун/Органа до хан Кубрат обособяват свой племенен съюз и така прабългарите се еманципират от хуно-аварите и другите племена наследили бившия полиетнически хунски съюз. Всъщност тезата е стеснен по-конкретен вариант на общата турано-огурска теория за най-източната част на Европа в по-късната епоха.
Раните византийски текстове използват като заменяеми наименованията хуни, българи, кутригури и утигури. В тях прабългарите са идентични, част са от хуните или поне са сродини на тях. Посочените в Именник на българските канове – Авитохол и Ирник днес се отъждествяват с Атила и Ернах. Въпросът с произхода и расата на самите хуни също не е напълно изяснен. Днес преобладава мнението, че те са свързани с народа хунну, създал през II век пр.н.е. свое държавно обединение северно от Китай. Те са добре известни на китайските летописци като част от северните „варварски“ нашественици срещу които е била издигната Великата китайска стена. Връзка на прабългарите с далечния изток някои изследователи намират и в „прабългарския календар“. Хуните вероятно произлизат от северния клон на хунну, изтласкан около 93 г. от сянби в днешен Северен Казахстан. През следващите два века те живеят в този район и вероятно са повлияни от местното арийско население на тохарите. Според тази хипотеза хуно-българите произлизат от същата група народи, от която са аварите и няколко века по-късно се появяват угрите, тюрките и татаро-монголите. Не трябва да се забравя и съществуването на един чисто арийски-европоиден клон на хунските племена – белите хуни или ефталитите, чиято държава от 440 г. господства над Бактрия. Всичко изложено прави въпроса за расовата принадлежност и произхода на хуно-българите още по-нееднозначен.
Оспорващите хипотезата изтъкват факта, че нито един хронист, живял в тази епоха на територията на и около Китай, не е известно да споменава обособеното народностно самоназвание „българи“, а хунският съюз в Европа е конгломерат от най-различни раси и племена добил авторитета на мощна протодържава всяваща ужас в Империята. Според някои изложените твърдения имат своето логично обяснение в етнокултурния синкретизъм и влияния, което не противоречи, както на хипотезата за „хунския“ така и на другите такива за произхода на прабългарите и идентифицирането като прабългарски ханове на упоменатите в Именника хунски вождове.

### Иранска (индоевропейска) теория
Иранската хипотеза за произхода на прабългарите е формулирана за пръв път в средата на XX век от съветските историци Николай Державин, Николай Мар, Алексей Смирнов и Василий Сиротенко, които свързват прабългарите със сармато-аланското население на Източна Европа, евентуално претърпяло известно тюркско влияние. Державин и Мар са известни с псевдонаучното, но поддържано от съветските власти, ново учение за езика. Привърженик на иранската хипотеза, макар впоследствие да е склонен да приеме и туранския модел, е и българският историк Александър Бурмов.
След 1989 г. българският национализъм продължава да се храни от идеите на „възродителния процес“. Антитурската реторика намира израз във възхода на „иранската“ или „арийска“ теза за тяхното потекло. Иранската теория намира и поддръжници в академичните среди, поради факта, че в нея съществуват някои рационални елементи, но това, което е смущаващо са расистките насоки. Пренебрегва се фактът, че термините „индоевропейски“ и „алтайски“ са лингвистични, като се търсят специфични расови особености при тези езикови общности. Така индоевропейците са задължително с европеидни черти, а тюрките са със силен монголоиден примес, което от своя страна е негативно оценено. Засилва се комплекса от азиатския произход на прабългарите, който възниква в българската култура още при зараждането на националистическите пропаганди на Балканите в края на XIX век. Според проф. Раймонд Детрез, който е сред значимите специалисти по история на България, иранската теория е популяризирана в резултат на антитурските настроения, зародили се в края на XX век и има изразен националистически уклон. Той изтъква, че сериозните научни кръгове приемат за основна тезата за тюркския произход на прабългарите и езика им, а арийската хипотеза е недобре мотивирана от научна гледна точка.
С възприемане на евроцентричната доктрина в България и особено след отдалечаването ѝ от Русия, прабългарите в изследванията на някои съвременни учени вече се транформират от малобройната номадска орда удавена в славянското море, каквито са били схващанията през XX век, във високоразвити арийци, доминиращи числено над завареното ромейско и романско население и заселилите се преди тях в ранносредновековна Византия славяни. Привърженици на тази теория са Георги Бакалов, Божидар Димитров, Петър Добрев и Тодор Чобанов, както и пишещи по проблема изследователи като Петър Голийски, доц. Иван Т. Иванов, Илко Стоев, Боно Шкодров и др., които определят прабългарите като индоевропейски тохарски, или ирански народ от северноиранската група на юеджи, усуни, скити, сармати, алани, масагети, бактрийци и т.н. Имайки предвид, че част от сарматските народи са населявали Средна Азия, където се предполага, че е станал етногенезисът на прабългарите, то нейните сподвижници изтъкват, уповавайки се на определени факти, следните заключения:
- името „скити“, използвано от византийските автори по аналогия на земите, от които идват прабългарите;
- установена връзка между някои прабългарските омоними с ираноезичните имена от надписите от Боспорското царство, от I – II в. (сармато-алански по произход);

### Теория за смесен произход
Тази балансирана хипотеза се поддържа от Рашо Рашев, а в последно време - и от  Георги Владимиров.  Според тази балансирана хипотеза прабългарският етнос се формира на два етапа. Първоначално през II – IV век на територията между Урал и Алтай се смесват тюркски, угърски и ирански общности образувайки обособена група в рамките на хунския съюз. През V – VI век към тях са присъединени нови ирански групи в степната зона на Източна Европа, както и угърски преселници от Урал. Народният език на големи групи от завареното население е ирански с тюркско влияние, но елитът е изцяло тюркски, както и част от населението. Това обяснява тюркските елементи в прабългарските надписи и култура.
На свой ред Георги Владимиров отбелязва, че макар в некрополите на волжките българи да са са застъпени тюркски елементи, доказателствата сочат, че котрагите/кутригурите не са чисти тюрки. Според него Волжка България е поликултурен субект от много племена – котраги (кутругури), савири (савари), есегели, барсули, биляри и пр. Впоследствие – те допълнително се омешват с угро-фини, хорезмийци, арменци и маджари в края на VIII в.-средата на IX в. Едно от съставните племена на волжките българи – савирите – е с хуноподобен произход, друго племе „сакалиби“, значи белолики и някои го свързват със славяните. Той обръща внимание на предадена информация от арабският автор Ал Димашки. В нея той описва посещение на волжките прабългари в Мека. Тяхното мнение било че „ние сме народ роден между тюрки и сакалиби“. През периода VIII – X в. Волкжо-Камска България е васална на Хазарския каганат и е подложена на допълнителна тюркизация, а през През XIII – XV в. има трета вълна тюркизация, чрез кумани и татаро-монголи.
Съвременните изследвания показват, че големите евразийски степни съюзи не са били расово еднородни. Модерните интерпретации отхвърлят старите расови теории и такива за определена етническа принадлежност в полза на „историческите реалности в обширните, разноезични степни империи, населявани от множество племена“ и предпочитат етногенетичните теории пред тези за конкретен етнолингвистичен произход. Етносите в този ареал се формира исторически в течение на над две хилядолетия, като техния субстрат включва синтез на две групи население:
- формираното в областта на запад от Волга през 3-то и 2-ро хилядолетие пр.н.е. индоевропейско население, мигрирало впоследствие далеч на изток.
- зародилото се първото хилядолетие пр.н.е. в степите на изток от Енисей население с източноазиатски произход, мигрирало по-късно далеч на запад, преобладаващата част от което говори на пратюркски и носи белезите на монголоидната раса.

Историята на взаимодействието и сливането на двете групи в течение на около 2 хиляди години е сложен процес на етническа хомогенизация, довел до формиране на различни тюркски племена. Номадските държави възникнали там в течение на много векове са преобладаваща форма на държавни образувания в евразийските степи. Първоначално скитски, а след това и тюркски, те се преливат и сменят една в друга през цялото Средновековие.

### Алтернативни хипотези
Съществуват и някои други непопулярни хипотези за произхода на прабългарите. Те са предимно остарели схващания, или представляват в различна степен някаква форма на маргинална наука.
- Угро-финска (угорска) – поддържа се в трудовете на Марин Дринов, Каспар Цойс, Павел Шафарик, Константин Иречек, Дюла Моравчик и Жан Клапрот. Тя всъщност предхожда избистрилата се по-късно турано-алтайска теория изложена по-горе и е доста близка до нея.

- Автохтонна (местна) – приема че прабългарите нямат нищо общо с алтайско-туранските народи, а са стар местен народ практически идентичен или тясно свързан по произход с античното балканско тракийско, прототракйско и близкоизточно население, поддържа се в текстовете на Спиридон Габровски, Георги Раковски, д-р Ганчо Ценов, проф. Асен Чилингиров, Петър Берон и Стефан Захариев.

- Славянска – базирана на славянския език на днешните българи, пръв я изказва Паисий Хилендарски, поддържат я Юрий Венелин, Йован Раич, Гаврил Кръстевич, П. Бутков, С. Уваров, Д. И. Иловайски, А. Д. Чертков, Лелевел, Савельев-Ростиславич, архиепископ Филарет, както и българското общество до около 1910 г. В това русло са и йеромонах Спиридон, Георги Раковски, Петър Берон, Ст. Захариев и др., с разликата, че последните смятат траки и славяни за едно.

- Татаро-монголска – такива са схващанията на Шльоцер, Тунман и Енгел.

- Кимерийска – тя не е приемана на сериозно от професионалните историци. Липсват научни изследвания в нейна подкрепа и се основава предимно на косвеното обстоятелство, че кимерийците, преди да изчезнат, са населявалии Северното Причерноморие, където прабългарите недвусмислено са назовавани за пръв път с етнонима „българи“ („βούλγαροι“).

## В паранауката
От началото на 90-те години на XX век прабългарската тема се превръща в любимо занимание на дилетанти и патриотари, които съчиняват всякакви псевдоисторически и фантастични истории. Те са изява на появилото се напоследък явление „фолк-история", което е не само местен, а и световен феномен, като представлява своеобразна форма на псевдонаука. В него се включват и автори, които спадат по формален признак към академичната общност, които атакуват както общоприетите до 1989 г. тези, така и опитите за деконструкция и демитологизация, възникнали в постмодернистка среда. Впрочем границата между „параисторичните“ и историческите проучвания не винаги е напълно ясно очертана и са възможни преливания, които правят доста трудно пълното отграничаване на двата типа. Днес на книжния пазар е пълно с такива произведения, чиито автори са както историци, така и лекари, художници, журналисти и др. ентусиасти без подходящо образование и познания. Според тези автори прабългарите са в основата на бактрийската и шумерската цивилизация, те са наследници на филистимляните от Палестина, на норманите от Скандинавия, а дори създатели на културата в доколумбова Америка. Такива писания са в основата и на други невероятни хипотези, като например, че Аспаруховите прабългари са наброявали един милион души, или на екзотични мистификации свързващи ги с праконтинента „Му“.